# 竇可進
竇可進（16世紀—1644年），字祖華，四川潼川州安岳縣人，明朝政治、南明軍事人物。

## 生平
竇可進是萬曆二十八年（1600年）庚子科舉人，四十四年（1616年）成丙辰科二甲二十六名進士，户部觀政，四十五年授户部主事，管象房草场，四十七年易州管仓。天啓元年（1621年）升貴州司员外郎、郎中，出任河南歸德府知府，天啓四年回籍省母后，補山西大同知府，天啓六年（1626年）正月升山西陽和道副使，丁憂歸。崇祯三年（1630年）補山西副使，五年調陽和道，改雲南副使，後致仕回鄉。張獻忠部下劉進忠攻陷安岳，他大罵敵軍，被剝皮殺害，清朝追諡烈愍。

## 家族
曾祖竇伯珠，儒官。祖竇万軒。父竇和。

## 引用
1. 1 2  錢海岳《南明史·卷三十六·列傳第十二》：竇可進，安岳人。崇禎十三年【萬曆四十四年】進士。歷大同知府、陽和副使、雲南僉事致仕。城破，大罵剝皮死。
2. ↑  道光《安岳縣志·卷九》：竇可進 萬厯二十八年庚子科（舉人）
3. ↑  《明憙宗实录》：天启六年正月，升山西大同府知府竇可進為本省按察司副使、備兵楊和。
4. ↑  道光《安岳縣志·卷十一》：竇可進，《勝朝殉節諸臣錄》【云】雲南兵備副使竇可進，安岳人，家居，獻賊破安岳，大罵不屈被磔死。乾隆四十一年賜諡烈愍。《蜀碧》【云】賊將劉進忠等破安岳，可進被執罵賊，賊剝其皮磔之。